# THE BEST (松山千春のアルバム)
『THE BEST』（ザ・ベスト）は、1985年9月21日にキャニオン・レコードから発売された松山千春の企画ベスト・アルバム。

## 収録曲
1. 季節の中で
  - 5thシングルより
2. 旅立ち
  - 1stシングル、1stアルバム「君のために作った歌」より
3. 青春
  - 4thシングルより
4. 私を見つめて
  - 2ndアルバム「こんな夜は」より
5. 雪化粧
  - 3rdアルバム「歩き続ける時」より
6. 君のために作った歌
  - 1stアルバムより
7. 窓
  - 6thシングルより
8. 夜明け
  - 7thシングルより
9. 恋
  - 8thシングルより
10. 大空と大地の中で
  - 1stアルバム「君のために作った歌」より
11. かざぐるま
  - 2ndシングル、1stアルバム「君のために作った歌」より
12. 空を飛ぶ鳥のように 野を駈ける風のように
  - 4thアルバム「空を飛ぶ鳥のように 野を駈ける風のように」より
13. 銀の雨
  - 2ndシングルc/w、1stアルバム「君のために作った歌」より
14. 時のいたずら
  - 3rdシングルより